# Claes (motorfiets)
Claes is een historisch merk van motorfietsen. Ze werden geproduceerd door Claes & Flentje, Mühlhausen, Thüringen van 1904 tot 1908.
Claes was een Duitse fabriek die motorfietsen met 3½pk- en 5pk-Fafnir-blokken bouwde. Deze werden ook onder de naam Pfeil verkocht.